# Amado Bagatsing
Amado Sevilla Bagatsing ist ein philippinischer Politiker der Laban ng Demokratikong Pilipino (LDP), danach der Lakas-Demokratikong Kristiyano at Muslim (Lakas–Kampi) sowie zuletzt der Kabalikat ng Bayan sa Kaunalaran (KABAKA), der zwischen 1987 und 1998 Mitglied des Repräsentantenhauses war und diesem seit 2007 erneut angehört.

## Leben
Bagatsing ist ein Sohn des Politikers Ramon Bagatsing, der zwischen 1957 und 1965 sowie erneut von 1969 bis 1972 ebenfalls Mitglied des Repräsentantenhauses sowie anschließend zwischen 1972 und 1986 Bürgermeister von Manila war. Nach dem Schulbesuch begann er 1964 ein Studium der Betriebswirtschaftslehre an der University of Manila, das er 1968 mit einem Bachelor of Science (B.S. Business Administration) abschloss.
Bei der Parlamentswahl vom 11. Mai 1987 wurde Bagatsing für die Laban ng Demokratikong Pilipino (LDP) erstmals zum Mitglied des Repräsentantenhauses gewählt und vertrat in diesem nach seinen Wiederwahlen bei der Parlamentswahl am 11. Mai 1992 sowie am 8. Mai 1995 bis zum 5. Juni 1998 den Wahlkreis Manila 5th District. 2002 wurde er Geschäftsführender Direktor des Rates für Wohnungsbau und Stadtentwicklung HUDCC (Housing and Urban Development Council) und verblieb auf diesem Posten bis 2007.
Bei der Parlamentswahl vom 14. Mai 2007 wurde Bagatsing für die Lakas-Demokratikong Kristiyano at Muslim (Lakas–Kampi) erneut zum Mitglied des Repräsentantenhauses gewählt und vertritt in diesem seither abermals den Wahlkreis Manila 5th District. Bei der Parlamentswahl vom 10. Mai 2010 wurde er mit 70.852 Stimmen (59,04 Prozent) wiedergewählt und konnte sich damit gegen den Kandidaten der Nacionalista Party (NP), Joey Hizon, durchsetzen, auf den 47.902 Wählerstimmen (39,92 Prozent) entfielen.
Er wurde bei der Parlamentswahl vom 13. Mai 2013 wiedergewählt, wobei er diesmal für die Kabalikat ng Bayan sa Kaunalaran (KABAKA) antrat. In der derzeitigen, von 2013 bis 2016 dauernden 16. Legislaturperiode ist er Vorsitzender des Parlamentsausschusses für Ökologie (Committee for Ecology). Dieser ist zuständig für alle Angelegenheiten, die sich unmittelbar und grundsätzlich mit dem Ökoysstem einschließlich der Kontrolle der Umweltverschmutzung beschäftigen.
Da Bagatsing die Höchstgrenze der konsekutiven Wählbarkeit von neun Jahren erreicht hat, darf er bei den kommenden Parlamentswahlen am 9. Mai 2016 nicht erneut kandidieren, und wird somit aus dem Repräsentantenhaus ausscheiden. Stattdessen bewirbt er sich für das Amt des Bürgermeisters von Manila.
Sein jüngerer Bruder Ramon S. Bagatsing, Jr. war zwischen 1987 und 1998 ebenfalls Mitglied des Repräsentantenhauses und vertrat in dieser Zeit den Wahlbezirk Manila 4th District. Sein Neffe ist der Filmschauspieler Raymond Bagatsing.